# João Etzel Filho
João Etzel Filho (Budapest, 1916. április 17. – 1988. október 11.) magyar származású brazil nemzetközi labdarúgó-játékvezető. Az 1962-es labdarúgó-világbajnokságon 4–4-es döntetlennel végződő Szovjetunió–Kolumbia-csoportmérkőzést ő vezette, és később elismerte, hogy elfogult volt azért, mert gyűlölte az oroszokat Magyarország 1956-os megszállása miatt.

## Pályafutása

### Nemzeti játékvezetés
1947-ben lett az I. Liga játékvezetője. A nemzeti játékvezetéstől 1963-ban vonult vissza.

### Nemzetközi játékvezetés
A Brazil labdarúgó-szövetség Játékvezető Bizottsága (JB) terjesztette fel nemzetközi játékvezetőnek, a Nemzetközi Labdarúgó-szövetség (FIFA) 1956-tól tartotta nyilván bírói keretében. Több nemzetközi kupatalálkozón, nemzetek közötti válogatott és csapattalálkozót vezetett, vagy működő társának partbíróként segített. Az aktív nemzetközi játékvezetéstől 1963-ban vonult vissza.

#### Labdarúgó-világbajnokság
A világbajnoki döntőhöz vezető úton Chilébe a VII., az 1962-es labdarúgó-világbajnokságra a FIFA JB bíróként alkalmazta. A FIFA JB elvárásának megfelelően, ha nem működött játékvezetőként, akkor valamelyik társának partbíróként segített. A Szovjetunió–Kolumbia-mérkőzésen történtek után később úgy nyilatkozott: „Befolyásoltam a mérkőzést. Magyarok leszármazottja vagyok és Magyarország 1956-os szovjet megszállása óta utálom az oroszokat.” Nyilatkozatát követően többet nem kérték fel mérkőzésvezetésre. Kettő csoportmérkőzésen (egyiken Dorogi Andornak) és az egyik negyeddöntőn volt egyes számú partbíró. Pozíciójából eredően játékvezetői sérülés esetén továbbvezethette volna a találkozót. Világbajnokságokon vezetett összes mérkőzéseinek száma: 1 + 3 (partbíró).

##### 1962-es labdarúgó-világbajnokság

###### Világbajnoki mérkőzés
| Időpont         | Helyszín                       | Mérkőzés típusa              | Mérkőzés             | Partbírók                   | Eredmény | Nézők száma |
| --------------- | ------------------------------ | ---------------------------- | -------------------- | --------------------------- | -------- | ----------- |
| 1962. június 3. | Carlos Dittborn Stadion, Arica | csoportmérkőzés (1. csoport) | Szovjetunió–Kolumbia | Dorogi Andor/Carlos Robbles | 4 : 4    | 8 040       |

#### Copa América
Bolívia rendezte a 28., az 1963-as Copa América labdarúgótornát, ahol a CONMEBOL JB bíróként alkalmazta.

##### 1963-as Copa América

###### Copa América mérkőzés
| Időpont           | Helyszín                           | Mérkőzés típusa | Mérkőzés           | Eredmény | Nézők száma |
| ----------------- | ---------------------------------- | --------------- | ------------------ | -------- | ----------- |
| 1963. március 10. | Félix Capriles Stadion, Cochabamba | körmérkőzés     | Argentína–Kolumbia | 4 : 2    | 18 000      |
| 1963. március 21. | Hernando Siles Stadion, La Paz     | körmérkőzés     | Bolívia–Peru       | 3 : 2    | 20 000      |